# زیارتگاه سید قاضی سلطان
زیارتگاه سید قاضی سلطان در شمال غربی شهر درگز در دو کیلومتری غرب آبادی ارتیان نزدیک آبادی خاخیان بقعه ای دیده می‌شود که در وضع فعلی سرتاسر بنا را تالاری تشکیل می‌دهد که پشت تالار دو اتاق قرار گرفته است. اتاق اول پیش بقعه واتاق دوم خود مزار می‌باشد. در غرب وپشت بقعه ساختمان‌هایی است که به نظر می‌رسد روزی آباد بوده‌اند سنگ قبر این مزار به نام میر قاضی سلطان است ومعلوم نیست از کدام طبقه شخصیت‌های خاوران است. مردم این منطقه میرقاضی سلطان را از صالحان واولیاء خدا می‌دانند و معتقدند کسانی که دارای گلو درد هستند با ریختن ماست بر روی سنگ رلیسیدن آن با زبان شفا می‌یابند از آن رو به آن قاتقلی امام می‌گویند.